# Аквилин Миланский
Аквилин — святой мученик Медиоланский. День памяти — 29 января.
Святой Аквилин родился в Баварии. Он удалился из родных краёв, дабы избежать постановки во епископа, и поселился в Милане. Стойкий противник арианства, св. Аквилин был столь силён в своей проповеди против ереси, что ариане убили его.
Имеются расхождения в мнениях относительно даты гибели св. Аквилина. Среди них называют 526, 650, или 1050 год.
В Милане св. Аквилин считается покровителем гостиничных портье (facchini).